# 金沙博物馆站
金沙博物馆站位于成都市青羊区中环路青羊大道段，是成都地铁7号线的地下岛式站台车站，因靠近金沙遗址博物馆而得名，于2017年12月6日启用。

## 车站结构
金沙博物馆站为地下两层岛式站台车站，长280.75米，宽21.1米。车站总建筑面积18180平方米，其中主体建筑面积12146平方米，附属建筑面积3123平方米。

### 楼层分布
| 地面              | 0    | 出口A–D                                                                                         |
| 地下一层          | 站厅 | 自助购票 客服中心                                                                               |
| 地下二层          | 站台 | \| \| \| 7号线外环（文化宫） \| \| 島式 · 開左邊车门 \| \| \| \| \| \| 7号线内环（一品天下） \| |
|                   |      | 7号线外环（文化宫）                                                                             |
| 島式 · 開左邊车门 |      |                                                                                                 |
|                   |      | 7号线内环（一品天下）                                                                           |

## 内装与公共艺术

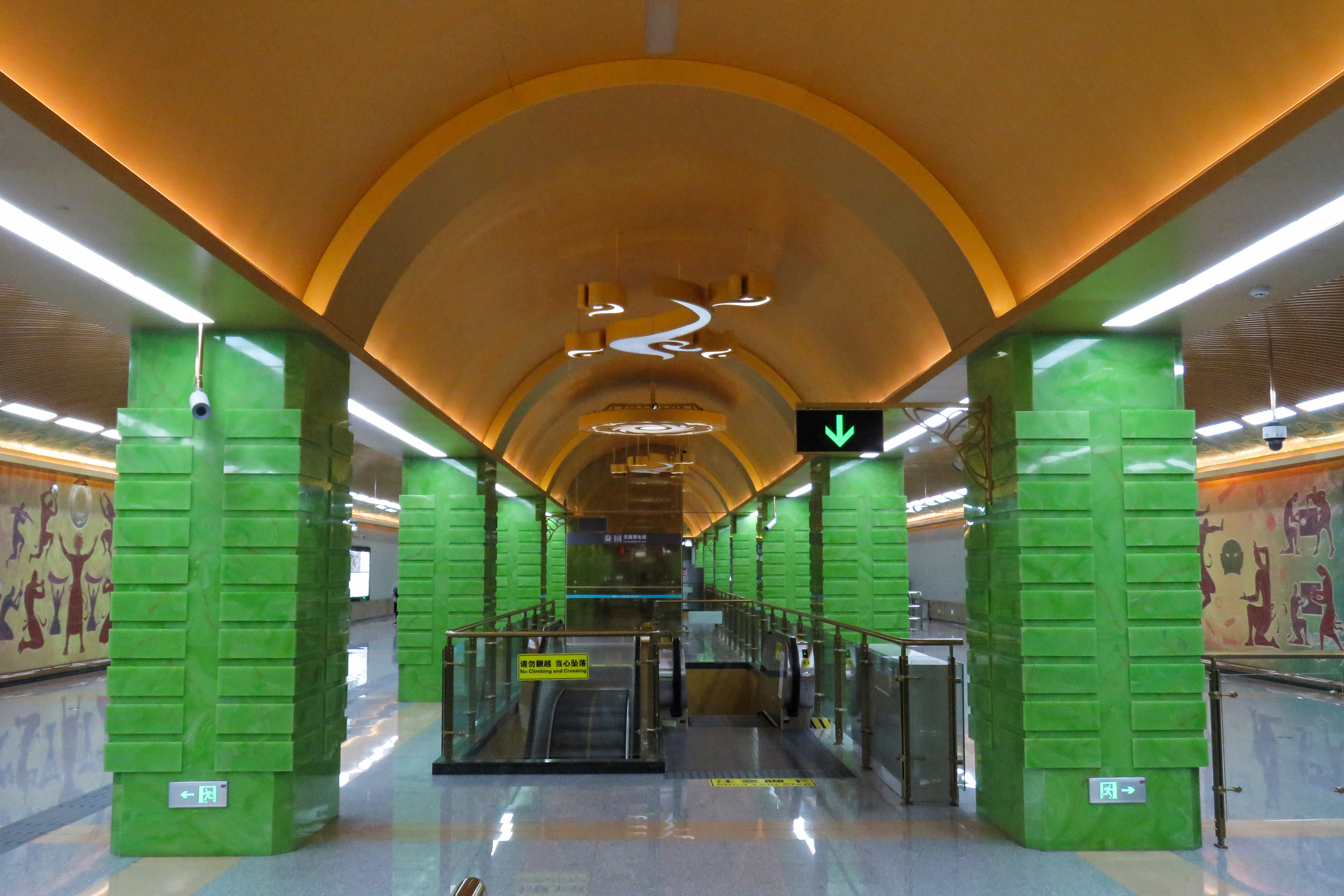
站厅装饰
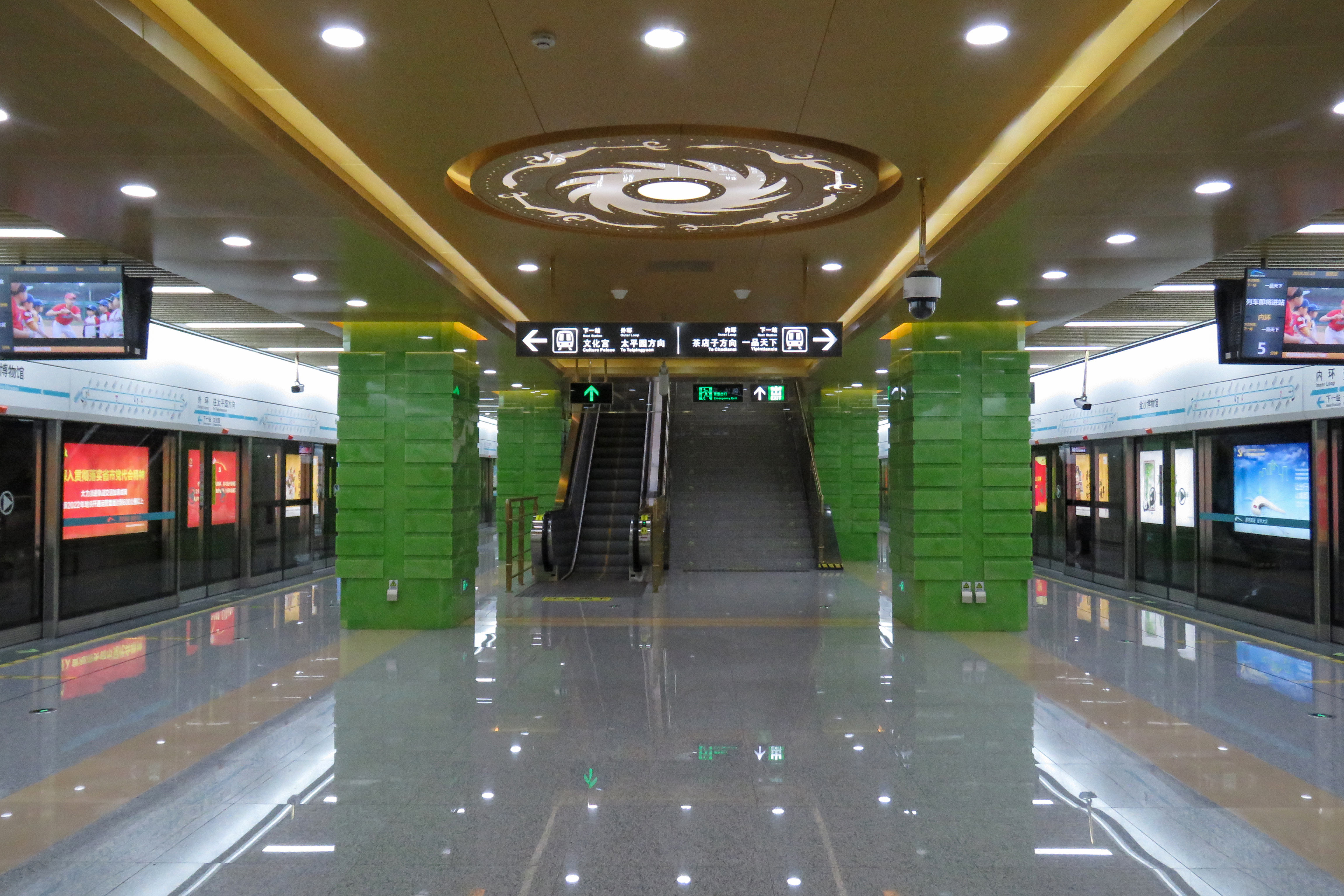
站台装饰
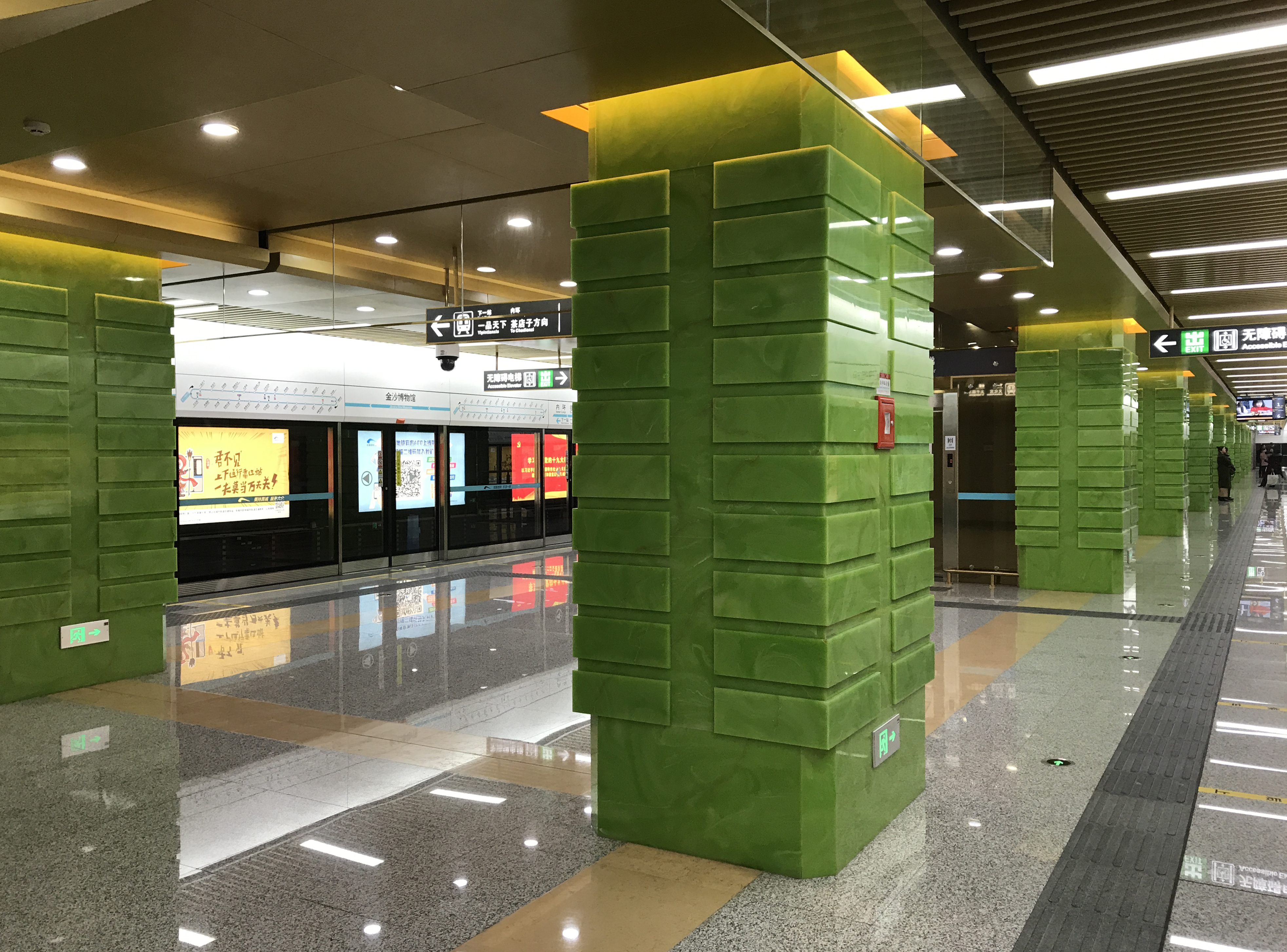
站台立柱
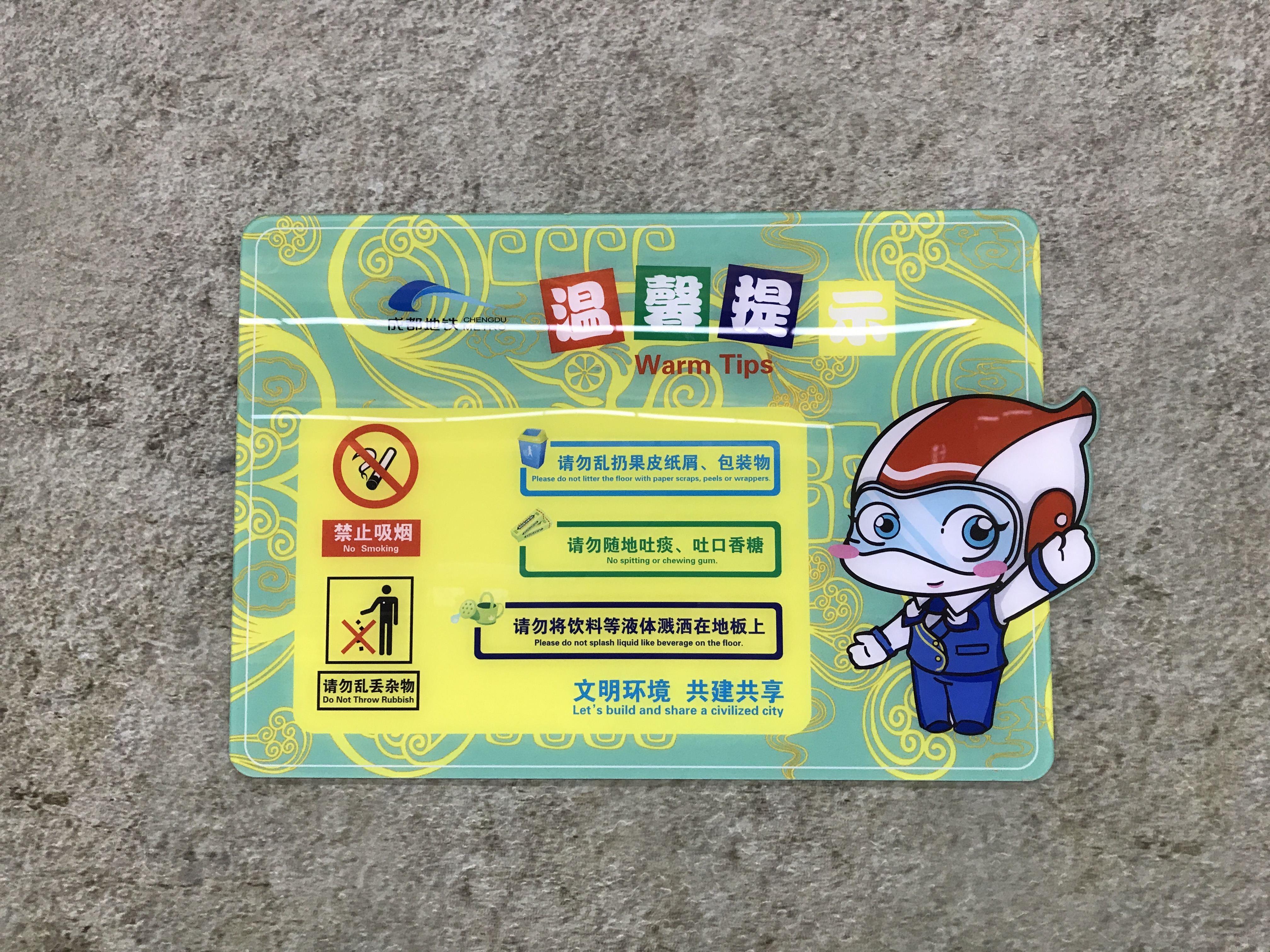
车站特色的指示牌

本站为7号线8座重点艺术站之一，以金沙文化为表现主题。本站的内部装饰部分除了常规的天花、柱面、艺术墙与众不同之外，大字壁、金属面板、导视牌、告示牌等细节均采用或贴合金沙风格，为成都地铁所有车站中独一无二的设计。
车站的天花板利用建筑空间做了三联拱的设计造型，柱面采用金沙文化十节玉琮造型，并通过仿玉石材料的运用，再现了古蜀人在玉器方面的造诣；墙面通过微晶石、钛金喷砂不锈钢两种不同材料的搭配运用，烘托古蜀文明的厚重历史感。

### 艺术墙《天地礼颂》
作品取材于古蜀金沙文明的辉煌成就，分《生活》、《祭祀》、《抗争》三个章节，分别反应了金沙古蜀先民耕种渔猎的日常生活、祭祀天地的盛大仪式、抗洪治水的无畏壮举。

### 艺术墙《智慧之光》
作品记载了古蜀金沙文明的四大手工业劳作场景：烧陶、制玉、金饰、铸造。全画创作了数十个人物造型。

## 出入口
本站目前开放4个出入口。出入口造型并未采用成都地铁的标准造型，而是采用了类似金沙遗址博物馆主体建筑风格的独特设计。
|          |                         |                                              |      |
| 编号     | 设施                    | 指示                                         | 照片 |
|          |                         | 中环路青羊大道段、锦西路、锦翠南路、锦屏路   |      |
| 出口 · B |                         | 中环路青羊大道段、同盛路、锦屏路、锦屏西街   |      |
| 出口 · C |                         | 中环路青羊大道段、金沙遗址路、金沙遗址博物馆 |      |
| 出口 · D | 无障碍电梯 无障碍卫生间 | 中环路青羊大道段、金阳路、锦屏路             |      |

## 公交换乘
13路；37路；163路；175路；209路；1029路；1043路；

## 历史
- 2014年12月21日，车站主体结构封顶[4]；
- 2017年12月6日，车站正式启用[3]。